# Lac Abraham
Pour les articles homonymes, voir Abraham (homonymie).
Le lac Abraham, en anglais : Abraham Lake, est un lac artificiel sur la rivière Saskatchewan Nord à l'ouest de l'Alberta au Canada. Le lac Abraham a une superficie de 53,7 km2 et une longueur de 32 km.

## lac Abraham

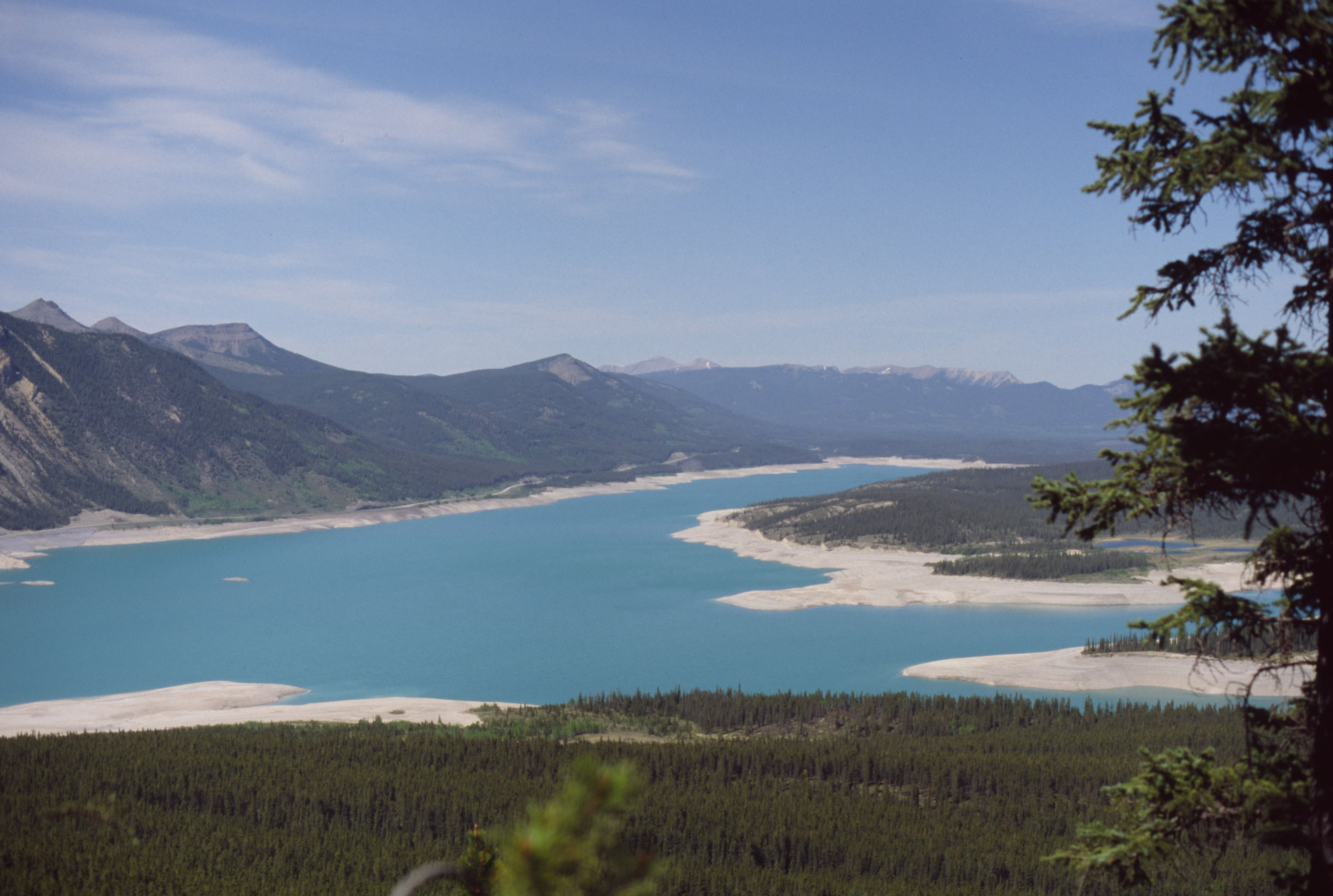
Lac Abraham

Il a été construit sur la partie supérieure du cours de la rivière Saskatchewan Nord, dans le piémont des Rocheuses canadiennes. Il est situé entre David Thompson Highway, Saskatchewan River Crossing et Nordegg.
Le lac Abraham fut créé en 1972, avec la construction du Bighorn Dam (en). Le Government of Alberta (en) organise un concours pour trouver un nom au lac en février 1972, pendant les dernières étapes de la construction du Bighorn Dam. Il demande aux étudiants de la province de soumettre des noms en prenant en considération « la signification historique, la géographie, la topographie, les personnalités et valeurs liés au lac,. ». Il est nommé en l'honneur de Silas Abraham, un habitant de la vallée de la rivière Saskatchewan au XIXe siècle.
Bien qu'il soit artificiel, la couleur bleu turquoise des eaux du lac provient des farines de roche générées par le meulage mécanique du substrat rocheux par des glaciers alentour. Phénomène rare, en hiver des bulles de gaz se forment sous la surface de la glace.
Le Cline River Heliport est situé sur la rive occidentale du lac.

Lac Abraham.